# Kamerun a 2011-es úszó-világbajnokságon
Kamerun a 2011-es úszó-világbajnokságon két úszóval vett részt.

## Úszás
Férfi
| Versenyző     | Esemény                      | Selejtező | Selejtező | Elődöntő          | Elődöntő          | Döntő             | Döntő             |
| Versenyző     | Esemény                      | Idő       | Helyezés  | Idő               | Helyezés          | Idő               | Helyezés          |
| ------------- | ---------------------------- | --------- | --------- | ----------------- | ----------------- | ----------------- | ----------------- |
| Fdingue Ekane | Férfi 50 méteres gyorsúszás  | 27.58     | 85        | Nem jutott tovább | Nem jutott tovább | Nem jutott tovább | Nem jutott tovább |
| Fdingue Ekane | Férfi 100 méteres gyorsúszás | 1:02.65   | 97        | Nem jutott tovább | Nem jutott tovább | Nem jutott tovább | Nem jutott tovább |
| Fdingue Ekane | Férfi 50 méteres mellúszás   | 34.34     | 43        | Nem jutott tovább | Nem jutott tovább | Nem jutott tovább | Nem jutott tovább |
| Fdingue Ekane | Férfi 100 méteres mellúszás  | 1:19.30   | 79        | Nem jutott tovább | Nem jutott tovább | Nem jutott tovább | Nem jutott tovább |

Női
| Versenyző     | Esemény                    | Selejtező | Selejtező | Elődöntő          | Elődöntő          | Döntő             | Döntő             |
| Versenyző     | Esemény                    | Idő       | Helyezés  | Idő               | Helyezés          | Idő               | Helyezés          |
| ------------- | -------------------------- | --------- | --------- | ----------------- | ----------------- | ----------------- | ----------------- |
| Guedia Mouafo | Női 50 méteres gyorsúszás  | 30.84     | 64        | Nem jutott tovább | Nem jutott tovább | Nem jutott tovább | Nem jutott tovább |
| Guedia Mouafo | Női 100 méteres gyorsúszás | 1:09.28   | 71        | Nem jutott tovább | Nem jutott tovább | Nem jutott tovább | Nem jutott tovább |
| Guedia Mouafo | Női 50 méteres hátúszás    | 39.02     | 57        | Nem jutott tovább | Nem jutott tovább | Nem jutott tovább | Nem jutott tovább |
| Guedia Mouafo | Női 50 méteres mellúszás   | 40.15     | 29        | Nem jutott tovább | Nem jutott tovább | Nem jutott tovább | Nem jutott tovább |
| Guedia Mouafo | Női 100 méteres mellúszás  | 1:30.56   | 45        | Nem jutott tovább | Nem jutott tovább | Nem jutott tovább | Nem jutott tovább |